# Kapela Majke Božje Snježne na Medvednici
Kapela Majke Božje Snježne katolička je kapela koja se nalazi u gradskoj četvrti u Gornja Dubrava u naselju Gornje Čučerje. Smještena je na istočnim obroncima Medvednice, ispod vrha Stražnjec pored špilje s izvorom pitke vode, unutar Parka prirode Medvednica. Kapela se nalazi na planinarskim stazama 27 i 29 koje vode od Čučerja do sljemenske staze 1 na vrhu Medvednice. Sagrađena je 1829. godine za vrijeme župnikovanja Ignacija Ročića.

## Povijest i arhitektura
Gotska kapela Majke Božje Snježne nalazi se na nadmorskoj visini od 525 m. Oslikao ju je akademski slikar i restaurator Ivan Tomljanović. Sadašnji izgled kapele datira iz 1957. godine kada je potpuno obnovljena. Posljednji je put izvana obnovljena 1995. godine.
Prve nedjelje nakon blagdana Gospe Snježne koji se obilježava 5. kolovoza, u kapelici Marije Snježne tradicionalno se održava hodočašće i misa. Radi sve većeg broja hodočasnika 2008. godine sagrađena je i uređena vanjska nadstrešnica koja služi za bogosluženje. Vanjska nadstrešnica služi i kao sklonište od kiše te mjesto za odmor planinarima koji pohode taj dio Medvednice.

## Galerija
- Staza 29 koja vodi do kapele Majke Božje Snježne
- Prilaz kapeli sa šumske staze
- Bočno pročelje kapele
- Pogled na kapelu i vanjsku nadstrešnicu
- Vanjska nadstrešnica
- Unutrašnjost kapele
- Unutrašnjost kapele